# Basílica de São João dos Florentinos
San Giovanni dei Fiorentini ou Basílica de São João dos Florentinos é uma igreja titular e basílica menor localizada no rione Ponte de Roma, Itália, e dedicada a São João Batista, o padroeiro de Florença. A nova igreja nacional da comunidade florentina em Roma começou a ser construída no século XVI e só seria terminada no início do século XVIII. A fachada principal está de frente para a Via Giulia, uma rua reta construída em 1508 pelo arquiteto Donato Bramante por ordem do papa Júlio II Della Rovere que atravessa o irregular tecido urbano da cidade até a Ponte Sant'Angelo, a ponte que cruza o rio Tibre em direção ao Castel Sant'Angelo e a Basílica de São Pedro.
O cardeal-presbítero protetor do título de São João Batista dos Florentinos é Carlo Caffarra, arcebispo de Bolonha.

## História
Em 1518, o sucessor de Júlio II, o florentino papa Leão X de Medici criou uma competição arquitetura para selecionar um projeto para a nova igreja no local da antiga igreja de San Pantaleo iuxta Flumen. Vários projetos foram apresentados por proeminentes arquitetos da época, como Baldassare Peruzzi, Jacopo Sansovino, Antonio da Sangallo, o Jovem e o pintor e arquiteto Rafael Sanzio. A ideia dominante inicialmente era de um plano central.
Sansovino venceu a competição, mas, depois de passar por várias dificuldades, inclusive a substrutura perto da margem do rio, Sangallo foi encarregado das obras. Ele fez um modelo em madeira da igreja e alterou o projeto para uma planta em cruz latina. O trabalho seguiu vagarosamente. COm apenas algumas das fundações da nave no lugar quando Leão morreu em 1523, a construção finalmente paralisou na época do saque de Roma em 1527.
Em 1559, Michelângelo foi convidado por Cosmo I de Médici, grão-duque da Toscana, para preparar um projeto para a igreja e apresentou planos para uma igreja de arranjo centralizado, que não foram aceitos.
A maior parte das obras foram realizadas entre 1583 e 1602 sob o comando do arquiteto Giacomo della Porta com base no plano em cruz latina de Sangallo. Porém, a fachada principal, baseada no projeto de Alessandro Galilei, só seria terminada em 1734.
Entre 1623 e 1624, Giovanni Lanfranco pintou as obras que decoram a Capela Saccheti.
Em 1634, o pintor e arquiteto romano do Barroco, Pietro da Cortona, recebeu uma encomenda do nobre florentino Orazio Falconieri para projetar o altar-mor. Vários desenhos detalhando o arranjo final e um modelo em madeira foram preparados, mas o projeto jamais foi realizado. As ideias de Cortona para o coro incluía janelas escondidas da vista da congregação que iluminariam a peça-de-altar principal, um exemplo primitivo da técnica barroca da "luz escondida", muito utilizada por Bernini. Vinte ou trinta anos depois, Falconieri ressuscitou o projeto do coro, mas entregou a obra para o arquiteto barroco Francesco Borromini, que alterou o projeto para encaixar o monumento funerário do irmão de Orazio, o cardeal Lelio Falconieri. Depois da morte de Borromini em 1667, a obra foi completada e parcialmente modificada por Cortona. Quando este morreu, dois anos depois, Ciro Ferri, pupilo de Cortona, terminou o trabalho.

## Capelas e obras de arte
O coro é a capela familiar dos Falconieri e abriga diversas esculturas barrocas. O relevo no altar-mor retrata o "Batismo de Cristo", de Antonio Raggi. O grande altar, de mármore vermelho francês e mármore de Cottanello, está encimado por figuras da "Justiça", de Michel Anguier, e "Fortitude", de Leonardo Reti. De ambos os lados estão túmulos dos Falconieri, ricamente decorados com retratos em mármore e estuque de membros da família em medalhões multicoloridos segurados por cupidos. Entre as estátuas estão "Fé", de Ercole Ferrata, e "Caridade", de Domenico Guidi. O túmulo neoclássico de Alexandre e Marianna Falconieri Lante é de Paolo Benaglia.
À esquerda do coro está a "Capela do Crucifixo", da família Sacchetti, abriga um grande crucifixo de bronze criado por Paul Sanquirico e executado por Prospero Antichi. As paredes e a abóbada estão decoradas por afrescos de Giovanni Lanfranco. O braço esquerdo do transepto exibe bustos comemorativos de Antonio Barberini, no estilo de Bernini, e de Pietro Francesco De Rossi.
Nos pilares da nave estão monumentos a Francesca Riccardi Calderini Pecori, de Antonio Raggi (c. 1655), a Alessandro Gregorio Capponi, de Ferdinando Fuga e esculpido em 1746 por Michelangelo Slodtz, um monumento a Girolamo Samminiati, de Filippo della Valle (1733) e um busto de Clemente XII Corsini.
No percurso até a sacristia estão várias obras de arte: uma estátua de um jovem São João Batista, tradicionalmente atribuída a Donatello (e depois a Michelângelo), bustos de Antonio Coppola (de Pietro ou Gian Lorenzo Bernini), Antonio Cepparello, de Gian Lorenzo Bernini, e Pier Cambi, de Pompeo Ferrucci; um relevo "Santa Ana com a Menina", de Pierino da Vinci, uma cruz de bronze de Antonio Raggi, um relicário de ouro, prata e bronze que guarda o suposto pé de Santa Maria Madalena, da oficina de Benvenuto Cellini, e um grande ostensório de prata de Luigi Valadier.

## Sepultamentos
Francesco Borromini está enterrado sob a cúpula.

## Galeria

Imagens da igreja
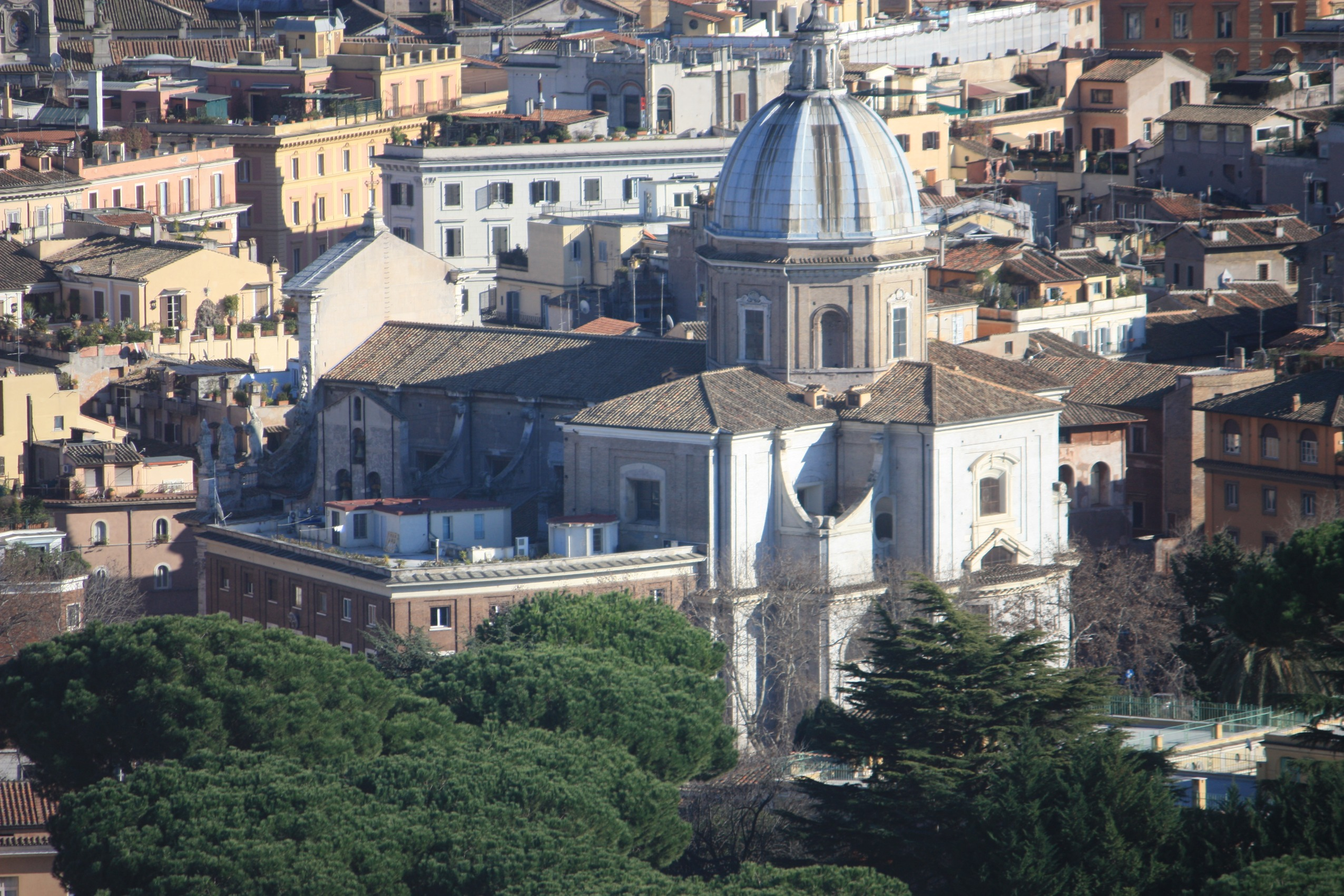
Vista remota revelando o formato em cruz latina.
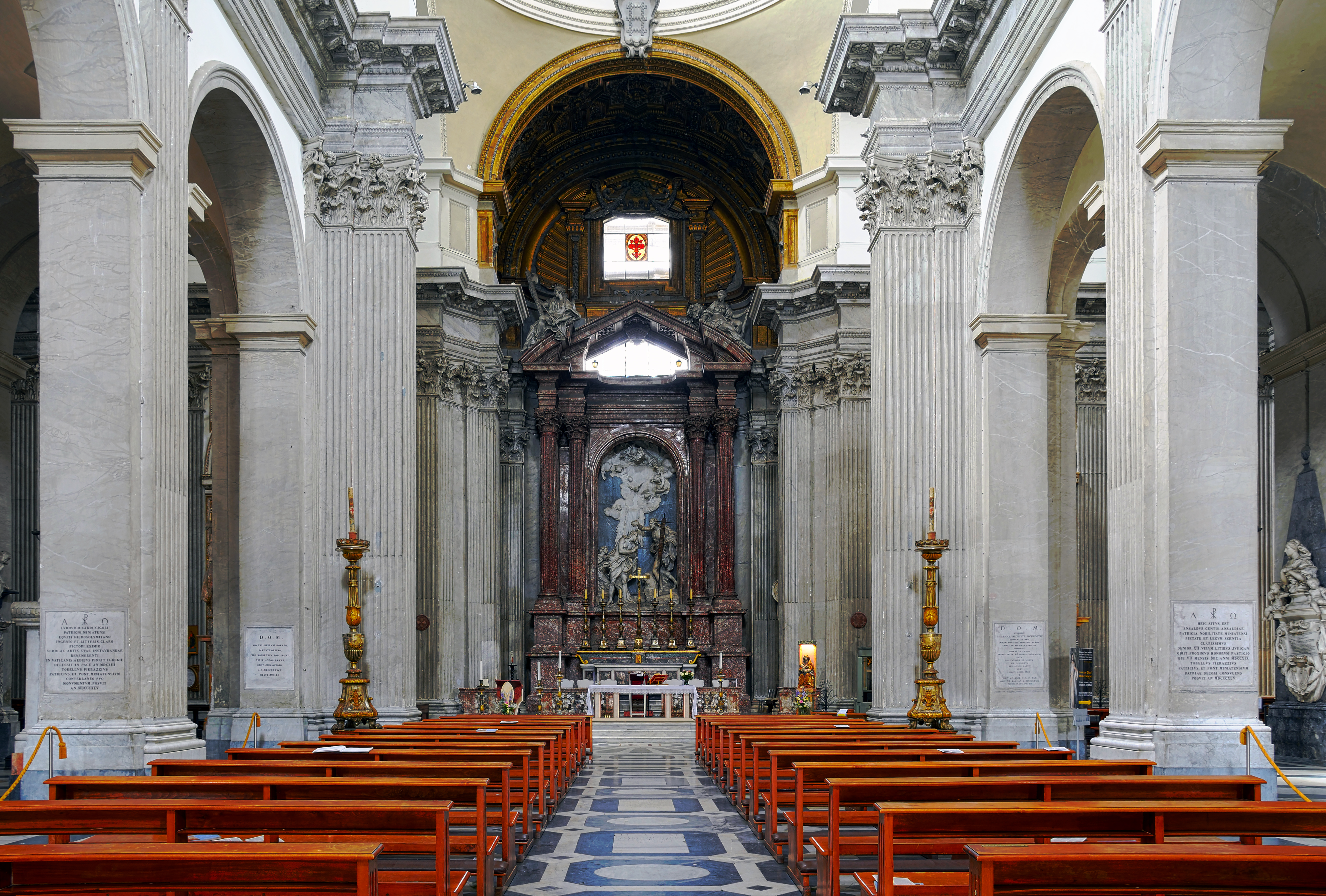
Vista do interior.
Interior da cúpula.
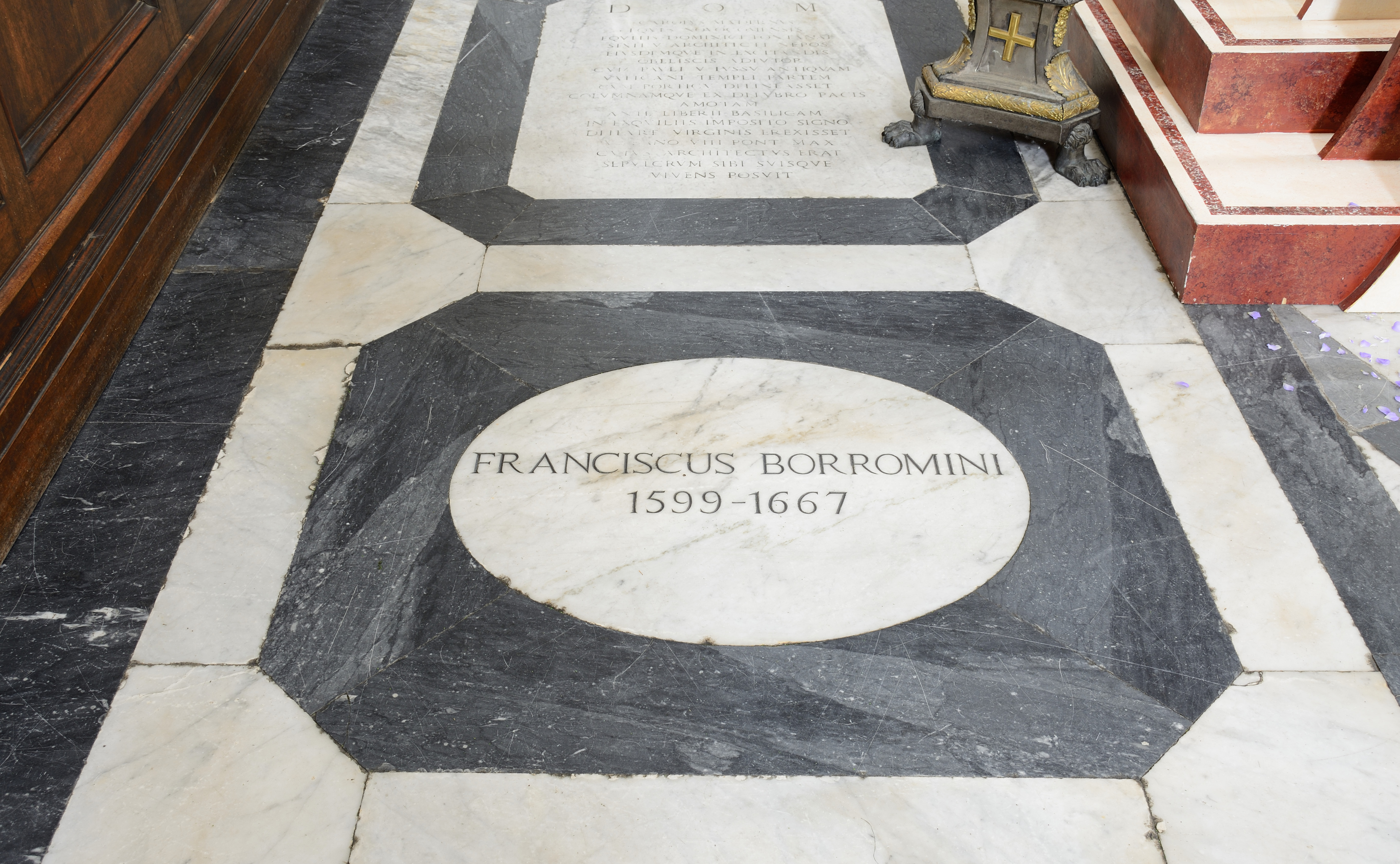
Lápide de Francesco Borromini, sob a cúpula.
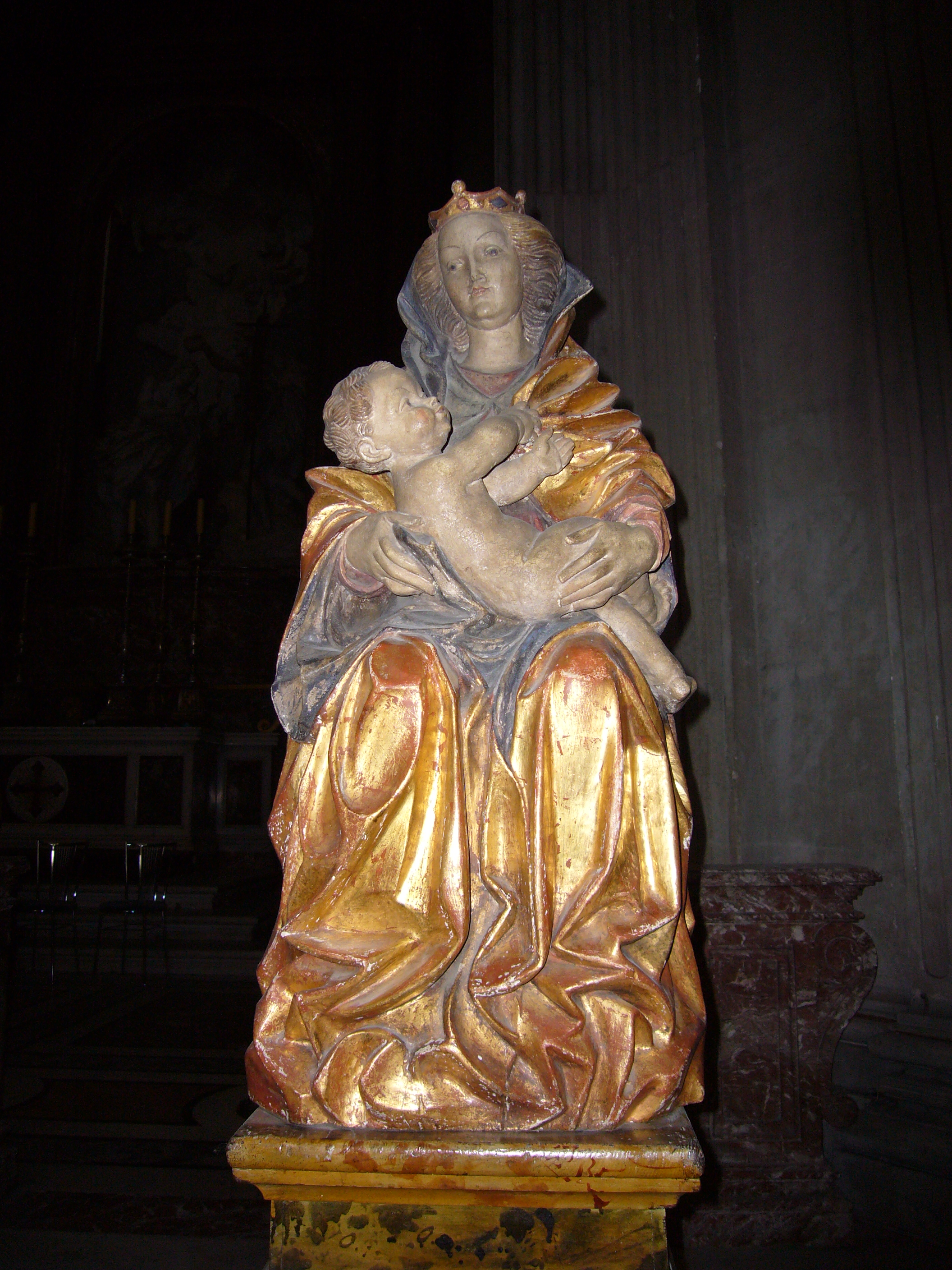
Madona com o Menino no altar-mor.